# Герард Терборх Стари
Герард Терборх Стари (на нидерландски: Gerard ter Borch de Oude), роден между 1582 и 1584 г. в Зволе, починал на 20. април 1662 г. в Зволе е нидерландски живописец и график. Той е баща на известния „малък холандски майстор“ Герард Терборх Млади. Произхожда от уважавано семейство и отрано изявява желанието да стане художник. Получава художественото си образование от известния предимно като художник на ескизи и гравьор върху сребро Арент ван Болтен.
Между 1600 и 1607 година художествените му търсения го отвеждат в Италия, където изследва архитектурата и скулптурата на древността. Рисунките му на пейзажи и градски изгледи на Неапол и Рим свидетелстват за голям талант.
След завръщането си в Нидерландия той рисува предимно библейски, митологични, но и еротични картини. Най-късно през 1612 г. се откриват свидетелства, че се е завърнал в Зволе, където се жени за Анна Буфкенс. През 1621 сключва втори брак с Geesken van Voerst, а през 1628 г. – трети брак с Wiesken Matthys. От трите си брака има тринадесет деца.
Към 1635 г. се отказва почти от рисуването и приема високи обществени постове. За сметка на това обаче преподава на своите деца изкуството на рисуването. Негова е заслугата, че събира и запазва голяма част от творбите им.
Четири от неговите деца – Герард Терборх Млади, Гезина Терборх, Хармен Терборх и Мозес Терборх поемат по пътя на изкуството.
Герард Терборх Стария е известен предимно като график и е оставил в наследство малко живописни творби.

## Избрани творби
- Жертвата на Авраам, 1618 – 1619 г., намира се в Зволе, в музея Provinciaal Overijssels Museum
- Семеен портрет сред Природата съвместна работа с Баренд Граат, намира се в Зволе в Provinciehuis

- „Мария, Исус и Анна“, 1616 г.
- „Ескизи на магарета“, около 1612 г.
- „Четящо момиче“, 1630 г.

|  | Тази страница частично или изцяло представлява превод на страницата Gerard_ter_Borch_der_Ältere в Уикипедия на немски. Оригиналният текст, както и този превод, са защитени от Лиценза „Криейтив Комънс – Признание – Споделяне на споделеното“, а за съдържание, създадено преди юни 2009 година – от Лиценза за свободна документация на ГНУ. Прегледайте историята на редакциите на оригиналната страница, както и на преводната страница, за да видите списъка на съавторите. ВАЖНО: Този шаблон се отнася единствено до авторските права върху съдържанието на статията. Добавянето му не отменя изискването да се посочват конкретни източници на твърденията, които да бъдат благонадеждни. |